# Michael Swango
 (septembre 2017).
Si vous disposez d'ouvrages ou d'articles de référence ou si vous connaissez des sites web de qualité traitant du thème abordé ici, merci de compléter l'article en donnant les références utiles à sa vérifiabilité et en les liant à la section « Notes et références ».
Joseph Michael Swango, né le 21 octobre 1954 à Tacoma, est un médecin et tueur en série américain. On présume qu'il a été impliqué dans 60 empoisonnements mortels de patients (aux États-Unis mais aussi au Zimbabwe, en Afrique australe) et collègues, bien qu'il n'ait reconnu que 4 meurtres. Il a été condamné à la prison à perpétuité sans possibilité de libération conditionnelle. Il purge sa peine dans la prison supermax ADX Florence.

## Mode opératoire
Swango utilisait souvent les mêmes méthodes pour assassiner ses victimes. Pour ses relations professionnelles, comme ses collègues ou les ambulanciers, il utilisait principalement l'arsenic qu'il glissait dans leurs aliments et boissons. Avec les patients, il lui arrivait aussi d'utiliser du poison mais, le plus souvent, il administrait une surdose de n'importe quel médicament qui était déjà prescrit au malade. Il n'hésitait pas non plus à écrire de fausses prescriptions médicales pour des médicaments dangereux à des patients qui n'en avaient pas besoin.
Michael avait des attitudes bizarres, sans rapport avec sa fascination pour la mort. Il aurait notamment eu un comportement compulsif de thésaurisation de la nourriture et il dormait sur un matelas à même le sol de sa salle de bain plutôt que dans une chambre. Beaucoup de ses collègues le trouvaient particulièrement bavard et physiquement agité, suggérant un désordre d'hyperactivité.